# اووچکینو
اووچکینو (به لاتین: Ovechkino) یک منطقهٔ مسکونی در روسیه است که در سرزمین آلتای واقع شده‌است.